# Santa Cruz Atizapán
Santa Cruz Atizapán es una ciudad con cabecera del municipio de Atizapán en el Estado de México, Su nombre proviene del náhuatl: lo que se traduce como  "en el agua blanca" o "en la tierra blanca" 

## Toponimia
Atizapán es una palabra de origen náhuatl, que se compone de atl, “agua”; tizatl, “tierra o cosa blanca”; y pan, “en o sobre”, y significa “en el agua blanca”, “en la tierra blanca”. El primer nombre que se conoce que ostentaba el pueblo en sus orígenes fue Tepozoco, “en el cerro boludo de piedra porosa”.

## Historia
Atizapán en la época prehispánica era conocido como Tepozoco, “cerro boludo de piedra porosa”, los vestigios arqueológicos atestiguan la presencia de asentamientos humanos con una antigüedad aproximada de 2000 años.
Los otomíes arcaicos, Matlatzincas y mazahuas estaban en el Valle de Toluca desde la época teotihuacana y tolteca, por lo menos del siglo VI d. C., o antes. Los matlatzincas, también denominados “los abuelos”, se establecieron y construyeron las cuatro pirámides de Tepozoco, en Atizapán. 
Se dedicaban a la pesca, explotaban el tule para fabricar esteras y otros útiles para sus hogares; fueron agricultores expertos, formaban chinampas y milpas, cultivaban maíz, frijol hortalizas y calabaza; eran diestros en el manejo del arco y la flecha. 
Hacia el año de 640 en un grupo de estos matlatzincas se asentó en los bordos y ribera de Atizapán, “en el agua blanca”.
En 1476 Axayácatl, conquistó a los pueblos del Valle de Toluca, entre ellos, Atizapán, el cual quedó dentro de la jurisdicción de Tlacupan o Tacuba y como tributario de Cuahuacán o Culhuacán. 
Axayácatl trasladó a Atizapán varias familias aztecas para afirmar su dominio e imponer su cultura y dominar a los grupos originales de matlatzincas u otomíes, por ello se dice pueblo de mexicanos. 
La segunda quincena de julio de 1521, Hernán Cortés envió a Gonzalo de Sandoval y varios caciques otomíes para que conquistaran a los pueblos del Valle del Matlatzinco. Los pueblos del valle quedaron conquistados, entre ellos Atizapán. 
Después de la conquista española, Atizapán recibió a un grupo de charenses que habían sido expulsados de Michoacán.
Por conquistar la Nueva España, la Corona española le gratificó nombrándolo Marqués del Valle de Oaxaca, y le otorgó un amplio territorio de 700 leguas a la redonda, que incluía a los pueblos del Valle de Toluca (entre ellos Atizapán). 
El mismo Cortés el 19 de noviembre de 1528 nombró primer gobernador y corregidor del Estado y Marquesado de Toluca con cabecera en Calimaya a Juan Gutiérrez Altamirano, le otorgó las tierras del valle de Toluca, desde Atizapán hasta Toluca, y desde Atenco hasta los pueblos de Tenango.
Pertenecían a la cabecera de Tenango del Valle. 
Entre los años 1530 y 1536, Atizapán fue Encomienda de la familia Gutiérrez Altamirano, de Cristóbal Cisneros y Alonso de Ávila, recobrada temporalmente por Hernán Cortés, devolviéndola nuevamente a la familia Altamirano. 
En 1542, fray Andrés de Castro asignó el nombre de Santa Cruz Atizapán, y dejó al pueblo como santo patrón el símbolo de la Cruz Lorena o Patriarcal. 
En 1552, el licenciado Gutiérrez Altamirano, esposo de Juana Cortés, prima del conquistador, construyó la enorme hacienda de Atenco, que fue la primera ganadera de América Latina, que estuvo dentro del territorio del municipio; producía toros de lidia. 
En 1558 se formó el mayorazgo, los descendientes de Juan Gutiérrez Altamirano fueron convertidos en condes, pero fue hasta el 6 de diciembre de 1616 en que Felipe III, por merced real otorgó a Fernando Altamirano el título de Conde de Santiago Calimaya. 
En 1592, Santa Cruz Atizapán a pesar de estar evangelizado, era reconocido por la Corona española; fue el cacique principal del pueblo, Bartolomé Miguel a quien el virrey Luis de Velasco le otorgó los títulos primordiales de su pueblo. 
Durante la Época Colonial, hubo grandes disputas con los pueblos vecinos por la posesión de las tierras y aguas de Santa Cruz Atizapán, sobre todo con los condes de Santiago Calimaya. 
En la cédula del 1 de marzo de 1767 de Carlos III, considera a Teutenango como una de las mejores alcaldías de segunda clase, incluyendo a Santiago Tianguistenco como su Agregado, al que pertenecía el pueblo de Atizapán. 
Un año después, estos pueblos, pasaron a formar parte de la cabecera de partido de Toluca y a la Intendencia de México. 
El 29 de octubre de 1810, durante el movimiento independentista de México, Atizapán permitió el paso del ejército de Miguel Hidalgo por el puente de Atenco, para facilitarle la llegada al monte de Las Cruces. Al paso del ejército se agregaron al ejército muchos atizapenses para combatir durante la gloriosa batalla, que fue la más importante contienda de la gesta de nuestra Independencia donde salió triunfante el ejército de Hidalgo. 
Durante la Intervención Francesa, se suscitaron injusticias que cometían las autoridades de Almoloya del Río en contra de sus sujetos, los naturales del pueblo de Atizapán; por mínimas faltas administrativas se aplicaban severas sanciones y trabajos pesados, como empedrar las calles o pagar onerosas multas. Estos acontecimientos dieron origen a que los atizapenses hicieran las gestiones correspondientes ante el congreso de la entidad para que Santa Cruz fuera municipio. 
En esos días el licenciado Benito Juárez era perseguido por los conservadores y, fue cuando pasó por el pueblo de Atizapán, los vecinos del lugar le recibieron con júbilo. Le relataron sobre los acontecimientos mencionados, y él les invitó a trabajar por su pueblo para lograr su erección como municipalidad. 
El 18 de octubre de 1870, Santa Cruz Atizapán se erigió como municipio del Estado de México. 
Durante la Revolución Mexicana se instaló en Tenango del valle el cuartel principal de los carrancistas que combatían arduamente a los zapatistas que merodeaban en los pueblos de la comarca. 
El atizapense Antonio Hernández Mejía, se unió a las tropas del general Emiliano Zapata e impidió junto con otros ciudadanos de este pueblo, que el ejército federal penetrara en la cabecera municipal y tomara en su poder al pueblo. 
Después del movimiento revolucionario volvió la tranquilidad a los pueblos y la reconstrucción, sin embargo, no se sabe por qué Atizapán no fue dotado de tierras de la hacienda de Atenco para formar su ejido; a la fecha se siguen considerando las tierras como comunales, con el mismo régimen implantado por los aztecas. 

### Personas destacadas
- Antonio Hernández Mejía: al parecer nació en 1860, en Santa Cruz Atizapán, y murió en la Ciudad de México durante la década de los treinta, cuando contaba con una edad aproximada de 70 años. Se afilió al movimiento zapatista, sobresaliendo en estas filas; fieramente defendió a su pueblo para que no entraran las tropas del ejército federal a cometer los desmanes a los que estaban acostumbrados cuando hallaban a miembros del bando contrario. Se enfrentó muchas ocasiones a personas que trataban de atentar contra alguno de los ciudadanos de su pueblo, siempre fue considerado “defensor de Atizapán”; era muy respetado y estimado por sus paisanos.

- María Magdalena Monroy Rosel: oriunda de Santa Cruz Atizapán, vio por primera vez la luz, el 22 de julio de 1912, y falleció el 18 de agosto de 1985, cuando tenía 73 años de edad. Siempre sintió gran admiración por la gente del campo. Laboró en la Liga de Comunidades Agrarias en la ciudad de Toluca, y en múltiples ocasiones realizó acciones en beneficio de los campesinos de la entidad.

- Profesora María Ruiz Zetina: Nacida el 25 de abril de 1931. Destacada líder moral que con su apoyo impulsó siempre la educación y el trabajo social (aún entre su gente). Gracias a su desinteresada labor altruista y compromiso con su comunidad, se realizaron los trabajos para la construcción del Jardín de Niños "General Lázaro Cárdenas".que ya cuenta con más de 50 años desde su fundación. Realizó trabajos de capacitación para el trabajo de las mujeres.

## Medio físico

### Clima
Es templado subhúmedo con lluvias en verano. La temperatura media anual es de 14.1 °C, con una máxima de 29 °C y una mínima de -9 °C. La precipitación pluvial promedio anual es de 760 mm . El promedio de días lluviosos es de 130 al año, 235 días despejados y 95 días permanecen nublados. 
El verano es largo, con un porcentaje de lluvia invernal del 5%, su oscilación térmica es isoterma y la temperatura más alta se presenta un poco antes del solsticio de verano; en forma similar a todo el Valle de Toluca, las heladas predominan en el período de invierno en los meses de diciembre y enero donde se presentan las temperaturas más bajas; los vientos predominantes son principalmente de sur a norte, debido a la ubicación de la municipalidad. Durante la primavera se presentan vientos y ambiente seco por la falta de lluvias y abundan las tolvaneras; el verano por lo general es de lluvias abundantes; el otoño es húmedo y se torna paulatinamente hacia la temporada fría seca y las lluvias torrenciales y las tormentas eléctricas son más comunes en los meses de julio y agosto.

### Hidrografía
El río Lerma atraviesa a la municipalidad por su parte poniente, pero a causa de la construcción del enorme acueducto que conduce el agua potable hacia la Ciudad de México, su caudal ha mermado; la cabecera municipal utiliza como medio de desfogue de aguas negras el arroyo que cruza por la parte norte y que antaño alimentaba al jagüey, pero a causa de la alta contaminación de sus aguas se suspendió su introducción; en el jagüey también hubo aguas termales (la temperatura del agua era de 27 °C), pero ahora están contaminadas y solo son aprovechadas como ornato de la moderna unidad deportiva.
Desde el punto de vista hidrológico la municipalidad de localiza en la región denominada "cuenca alta del río Lerma" y al sistema hidrológico "Lerma-Chapala-Santiago", comprendida en la cuenca Almoloya del Río, subcuenca río Almoloya-Otzolotepec; este sistema está integrado por el río Lerma que pasa por el oriente del municipio, presenta un alto grado de contaminación por desechos de aguas negras y de las industrias que son arrojadas desde los pueblos de Almoloya del Río, Texcalyacac, Techuchulco, Capulhuac, Tianguistenco, Santa Cruz Atizapán y Metepec. 
Antes de la desecación de la laguna existían más de veinte manantiales, pero con el objeto de contribuir al programa de abastecimiento de agua potable para el Distrito Federal todo su caudal fue entubado, quedando el abasto de Atizapán a cargo de los pozos perforados y de tanques de almacenamiento con líneas de distribución del Sistema de Agua Potable y para evitar una mayor contaminación, las aguas negras son conducidas por una red de drenaje que tiene una extensión de 3,500 metros en el centro de la cabecera y 1,800 metros en las zonas periféricas; en 1992, la infraestructura hidráulica estaba integrada por 13 pozos, un arroyo, un acueducto y ahora con una planta tratadora de aguas residuales.

## Ecosistemas

### Flora
Debido a que era zona lacustre, la flora es rica y variada y en su municipio, hay árboles, arbustos, hierbas y plantas. Entre los árboles destacan el sauce, el ahuejote, el sauce llorón, el pino, el mimbre, eucalipto, alcanfor, tepozán, cedro, ocote y piñón; entre los arbustos destaca el saúco, jarilla, tepozán, popote, trueno; entre los árboles frutales predominan: el capulín, el manzano, el peral, el ciruelo, el higo, el tejocote y el durazno; algunas cactáceas, frondosos nopales, entre las plantas medicinales: la manzanilla, ruda, soapacle o siguapacle, ajenjo, poleo, epazote de perro para té, mirto, árnica, carricillo de los pantanos o cola de caballo, gordolobo, Santa María, istafiate, ajonjolinillo, salvia, chicalota o amapola silvestre amarilla o blanca, sávila, borraja, chichicaxtle, poleo, huazontle, simonillo, albahaca, amolé, mejorana, orégano, hierba del perro, hierba del gato, siempre viva, malva, jarilla, trébol, chayotillo, chicalota, trompetilla, escobilla, hoja de negro, mastuerzo, alfilerillo, jastomate, manzanilla, epazote, hierba buena, mirto, hierba de la golondrina, hierba del cáncer, tepopote, gordolobo, tabaquillo, ruda, giote, romerillo, bugambilia, pericón, pesthó, polígala, romero, albahaca y maguey de pulque.
Cerca de las zonas pobladas rodeando a las tierras de las planicies que son de cultivo, existen varias especies agrícolas en las que predominan: el maíz, haba, papa, hortalizas, gramíneas, avena, cebada, trébol, forrajes y hortalizas: zanahoria, lechuga, col, cilantro, epazote y chícharo.

### Fauna
De la fauna silvestre sobresale: el tlacuache, zorrillo, hurón, tuza, rata de campo, cacomixtle; aves como: la golondrina, el gorrión, la calandria, la tórtola y el colibrí; entre los reptiles: la víbora, la culebra, el escorpión, la lagartija de los techos y el camaleón; entre los insectos: chapulín, grillo, vinagrillo, cara de niño, jiote o abeja silvestre, moscones, barreno, tamayates de colores múltiples, escarabajo, catarina, luciérnaga, avispa, avispón, orugas, palito, zacatillo, hormiga de variadas especies, talamitas de San Juan, libélulas, moscos y mosquitos durante las lluvias, y lo que jamás podría faltar la mosca; entre los arácnidos: el alacrán es poco venenoso, por el clima templado-frío es escaso; todas las arañas que se hallan en la municipalidad son también propiamente inofensivas; hay múltiples variedades y no de gran tamaño; algunas causan reacciones alérgicas severas, cuando la persona es muy sensible; durante la temporada de lluvias retorna la fauna acuática con gran variedad de anátidos, y los peces y batracios ya mencionados. 
Después de la desecación de la laguna, solo quedó una pequeña laguneta y el jagüey con agua fría, este último protegido por la unidad deportiva.

## Sociodemografía

### Grupos étnicos
Actualmente no se encuentran grupos étnicos criollos en la municipalidad, de acuerdo con los datos proporcionados por el XI Censo General de Población y Vivienda 1990 del INEGI, entre los atizapenses mayores de 5 años, hablan alguna lengua indígena: 1 el maya, 13 el mazahua, 2 el mixteco, 12 el náhuatl, 5 el otomí y 9 no suficientemente especificado. Para 1995 el número de hablantes de lenguas indígenas se redujo a 33 personas, por lo que la presencia indígena en el municipio no tiene una presencia relevante. 
De acuerdo a los resultados que presentó el II Conteo de Población y Vivienda en el 2005, en el municipio habitan un total de 104 personas que hablan alguna lengua indígena.

### Evolución demográfica
En 1995, de acuerdo al Censo General de Población y Vivienda efectuado por el INEGI la población era de 7,147 habitantes, de los cuales 3,512 son hombres y 3,635 son mujeres. 
Es importante señalar que para el año 2000, de acuerdo con los resultados preliminares del Censo General de Población y Vivienda efectuado por el INEGI,  para entonces existían en el municipio un total de 8,134 habitantes, de los cuales 3,978 son hombres y 4,156 son mujeres; esto representa el 49% del sexo masculino y el 51% del sexo femenino. 
De acuerdo a los resultados que presentó el II Conteo de Población y Vivienda en el 2005,  el municipio cuenta con un total de 8,909 habitantes.

### Religión
En 1990, la población total mayor de 5 años fue de 4,626 personas: de ellos 4,359 profesaban la religión católica, 119 la evangélica, 23 la judaica, 43 otra, 44 ninguna y 38 no especificaron.

## Infraestructura social y de comunicaciones

### Educación
En el ciclo escolar 1994-1995, el total de alumnos inscritos a fin de cursos fue de 1,831 distribuidos de la siguiente forma: 319 en preescolar, 1,239 de primaria y 273 en secundaria. La municipalidad cuenta con 7 planteles educativos: 3 de preescolar, 3 de primaria y uno de secundaria. 
En 1990, la población de 15 años y más fue de 3,188 habitantes: 1,416 alfabetas hombres y 1,413 alfabetas mujeres, 100 analfabetas hombres y 254 analfabetas mujeres, y 5 personas no especificaron. 
En 1994, en la municipalidad había una biblioteca con 1,656 libros en existencia y 1,954 usuarios. 
En el municipio hay 8 planteles y 65 maestros, para dar atención a la demanda de educación.

### Salud
La población derechohabiente de las instituciones de seguridad social en 1995 fue de 453 habitantes: 358 del IMSS y 95 del ISSEMYM. 
Existe un centro de salud con hospitalización, el cual cuenta con 12 camas, cinco médicos y 17 enfermeras. Otros servicios médicos privados con los que cuenta el municipio son nueve médicos particulares con consultorios establecidos en la municipalidad, tres farmacias y un Comité de Desarrollo Integral de la familia (DIF), ubicados en la cabecera municipal. 

### Abasto
En 1988 había en Atizapán 15 establecimientos económicos de la industria manufacturera, 46 comercios y 16 de servicios; en 1993, el número de establecimientos económicos era de 116: 9 de la industria manufacturera, 75 comercios y 32 de servicios; en 1995 una tienda Conasupo, un tianguis, un mercado público y un rastro mecanizado; y en 1996 un establecimiento Liconsa con punto de redistribución con 400 litros diarios de leche.

### Deporte
La cabecera municipal cuenta con una confortable unidad deportiva denominada el Jagüey donde se practican diversos deportes, tales como: el fútbol, basquetbol, voleibol, ciclismo, atletismo y box; en las instalaciones del Jagüey hay tres canchas de fútbol con alumbrado público para facilitar los encuentros deportivos.
En la década de los 50 destacó como deportista el C. Crisóforo Molina Siles conocido como el "KID CHOCOLATE" O "CHOCOLO" , teniendo un gran interés por el trabajo en el campo y el deporte, lo cual le ayudó a tener excelentes habilidades como pugilista. Llegando a ser el mejor boxeador del Valle de Toluca.

### Vivienda
En 1995 existían en el municipio 1,384 viviendas particulares, en las que habitan en promedio 5.2 personas por vivienda. 
Cabe señalar, que en el año 2000, de acuerdo a los datos preliminares del Censo General de Población y Vivienda, efectuado por el INEGI, hasta entonces, existían en el municipio 1,616 viviendas en las cuales en promedio habitan 5.03 personas en cada una. 
De acuerdo a los resultados que presentó el II Conteo de Población y Vivienda en el 2005, en el municipio cuentan con un total de 1,805 viviendas de las cuales 1,758 son particulares. 

### Medios de comunicación
En la municipalidad no se editan, pero llegan las publicaciones y diarios de circulación nacional provenientes del Distrito Federal y el Estado de México; en la cabecera municipal existen dos puestos de periódicos y revistas. El servicio postal se presta a través de tres oficinas: una agencia y 2 expendios de correos ubicados en la cabecera municipal, en esta agencia hay expendio de estampillas para correspondencia interior y exterior; la correspondencia es repartida con el apoyo de personal del ayuntamiento. Dentro de la municipalidad se hallan varias agencias de servicio telefónico al público, una de ellas tiene servicio de fax y la red domiciliaria de larga distancia automatizada; la frecuencia de Radio Mexiquense se escucha en todas las localidades de la municipalidad, con buena nitidez en la captación. Las estaciones transmisoras de la capital del estado también se perciben fielmente, no así todas las del Distrito Federal, solo se captan en su mayoría los de AM y algunas de FM, y las transmisiones de Televisa Toluca en su canal 7 se capta con nitidez en la municipalidad, lo mismo sucede con los canales de televisión de la Ciudad de México en sus canales 2, 4 y 5, y con poca interferencia el canal 13; casi no se captan las transmisiones del 7, 8, 9, 11 y 22. Las transmisiones de Televisión Azteca son nítidas en la municipalidad. 

### Vías de comunicación
En 1995, la longitud de la red carretera pavimentada se encontraba conformada por 5.25 kilómetros. 

## Economía

### Principales sectores, productos y servicios
En 1991, la estructura del suelo agropecuario tenía una superficie de 279,119 hectáreas de las cuales 231,685 eran de labor, 45,680 de pasto natural, agostadero o enmontada, 1,754 sin vegetación, 1,330 ha de riego, 230,355 de temporal y un ejido o comunidad dedicada a la agricultura. El volumen de producción fue de 46.36 toneladas de avena forrajera, 0.002 de frijol y 458.16 de maíz. La existencia ganadera en cabezas fue: 231 de bovino, 255 de porcino, 297 de ovino, 32 de caprino, 168 de equino 1,479 aves de corral, 15 conejos y 12 cajones de colmenas. 
En 1992, el producto interno bruto fue de 91,038 millones de pesos.

### Población económicamente activa por sector
En 1990, la población mayor de 12 años fue de 3,626 habitantes: 1,465 estaban ocupados, 60 desocupados, 2,029 económicamente inactivos, 72 no especificados. De estos 345 laboraban en el sector primario, 724 en el sector secundario, 339 en el terciario y 57 no especificaron. Con relación a la situación de trabajo, de 1,465: 635 eran empleados u obreros, 178 jornaleros o peones, 484 trabajaban por su cuenta, 26 eran patrones o empresarios, 64 laboraban sin remuneración y 78 no especificaron.
Una de las principales actividades Económicas de la zona es la costura.

## Cultura y turismo

### Monumentos históricos
Predomina la zona arqueológica denominada “Sitio 110 La Campana Tepozoco” ubicada dentro de la finca particular denominada Santa Clara, es un montículo que en sus entrañas conserva vestigios arqueológicos de valor histórico incalculable. Está construido con adobes colocados horizontalmente formando capas, no escalonados. En la parte norte de la cúspide del cerro se halla una edificación donde se efectuaron algunas exploraciones que mostraron el basamento de dos pirámides circulares dedicadas a Ehecatl. La zona arqueológica comprende a La Campana, el rancho de Santa Clara, el Tepozoco, el Pantépetl y el cerro del Tepiololco y han sido estudiada por las doctoras Yoko Sugiura Yamamoto y Mari Carmen Serra Puche. 
Entre los monumentos arquitectónicos sobresale la iglesia de Santa Cruz Atizapán del siglo XIX, de estilo neoclásico y una imponente Cruz Lorena o patriarcal en el frontón principal y otra en el altar mayor. 
El entorno de la mayor parte del caserío de Atizapán está basado en el arte colonial mexicano, con construcciones rústicas manufacturadas con adobe y techos de teja de barro de dos aguas. Entre los monumentos históricos: los bustos de Hidalgo, Juárez, Emiliano Zapata y el arco y obelisco de José María Morelos y Pavón. 
De la arquitectura religiosa: la capilla del Pantépetl construida el 17 de marzo de 1879 y la capilla del Santo Niño de 1863 y las pinturas de los templos. 

### Fiestas, danzas y tradiciones
Entre las fiestas populares de Atizapán sobresalen dos: la del 17 de marzo, día que se quemó el templo (1879), en la capilla del Pantépetl; y la del 3 de mayo, día de la Santa Cruz, que se organiza ocho días de anticipación con un desfile de carros alegóricos, mojigangas y representaciones de artistas, danza de arrieros, danza de los chalmeros y de los vaqueros.; el 6 de agosto, a San Salvador: 15 de agosto, a la virgen de la Asunción; 8 de septiembre, a la virgen de Los Remedios, 15 de septiembre a la virgen de los Dolores, el 2 de noviembre, día de los Fieles Difuntos con una misa y verbena popular en la capilla de Nuestro Señor Jesucristo en el panteón municipal y 12 de diciembre a la virgen de Guadalupe; entre las fiestas cívicas destacan los días 15 y 16 de septiembre, las fiestas patrias y el 18 de octubre día de la erección municipal (en 1870). 

### Música
La danza ritual denominada “Xicontequiz” se hace acompañar por un tamborcillo de madera con baqueta de cuero, es muy similar al huehuetl de Malinalco, y ejecuta música prehispánica; hay dos bandas de música de viento “La Sabrosura” del señor Fernando Villa y “El Tamborazo”, también son tradicionales los grupos de mariachi. 

### Danza
Entre los grupos de danza típica destacan: la de los inditos o “Xochipitzahuac” (autóctona azteca), los tecomates, las sembradoras, las inditas, las pastoras de los cerritos, la décima, los arrieros, los vaqueros, los lobitos o tecuanes.

### Gastronomía
Guardan lugar destacado el atole negro, el champurrado, el atole blanco con sal o panela en trocitos y el chileatole; los tamales de ceniza, los de Ramos o “tamales de chavo”, de frijol, de haba, de calabaza y los de elote tierno; el mole de guajolote; los tlacoyos de haba o frijol, las gorditas de haba; el pinole y los esquites.
En cuanto a la dulcería y repostería, destacan el chilacayote y la calabaza cristalizadas en miel de azúcar, los tejocotes, peras o manzanas en almíbar de azúcar con canela, el capultamal y el dulce de tejocote. 
Bebidas, el típico pulque blanco o curado con frutas; los licores de anís con limón, ajenjo o ruda, zarzamora, limón con licor de café, canela con lima, tejocote o nanche con ciruela, o los especiales: “salta pa’trás” y el “dos cuadras”. 